# Niklas Kieber
Niklas Kieber (sinh ngày 4 tháng 3 năm 1993) là một cầu thủ bóng đá người Liechtenstein hiện tại thi đấu cho USV Eschen/Mauren.

## Sự nghiệp
Kieber bắt đầu sự nghiệp năm 2000 cùng với FC Triesen.

## Sự nghiệp quốc tế
Anh từng là thành viên của Đội tuyển bóng đá U-21 quốc gia Liechtenstein và có 17 lần ra sân cùng 2 bàn thắng. Kieber ra mắt cho đội tuyển quóc gia khi vào sân từ ghế dự bị trước Litva trong trận đấu tại Vòng loại giải vô địch bóng đá thế giới 2014 vào tháng 10 năm 2012.